# 비트레이트
전기 통신 및 컴퓨팅에서 비트레이트(bitrate 또는 변수 R)는 단위 시간당 전달되거나 처리되는 비트의 수이다.
비트레이트는 초당 비트(기호: bit/s) 단위로 표현되며, 종종 SI 접두어와 함께 사용된다. 예를 들어, 킬로(1 kbit/s = 1,000 bit/s), 메가(1 Mbit/s = 1,000 kbit/s), 기가(1 Gbit/s = 1,000 Mbit/s) 또는 테라(1 Tbit/s = 1,000 Gbit/s). 비표준 약어인 bps는 종종 표준 기호인 bit/s를 대체하여 사용되며, 예를 들어 1 Mbps는 초당 백만 비트를 의미하는 데 사용된다.
대부분의 컴퓨팅 및 디지털 통신 환경에서 1 초당 바이트(기호: B/s)는 대략 8 bit/s에 해당한다. 그러나 정지 비트, 시작 비트 및 패리티 비트가 고려되어야 하는 경우, 동일한 수의 바이트 처리량을 달성하기 위해 더 높은 초당 비트 수가 필요하다.

## 접두어
크고 작은 비트레이트를 정량화할 때 SI 접두어(미터법 접두어 또는 십진 접두어라고도 함)가 사용된다.
| 0.001 bit/s             | = 1 mbit/s (초당 1밀리비트, 즉 1천 초당 1비트) = 1 bit/ks |
| 1 bit/s                 | = 1 bit/s (초당 1비트)                                    |
| 1,000 bit/s             | = 1 kbit/s (초당 1킬로비트, 즉 초당 1천 비트)             |
| 1,000,000 bit/s         | = 1 Mbit/s (초당 1메가비트, 즉 초당 백만 비트)            |
| 1,000,000,000 bit/s     | = 1 Gbit/s (초당 1기가비트, 즉 초당 10억 비트)            |
| 1,000,000,000,000 bit/s | = 1 Tbit/s (초당 1테라비트, 즉 초당 1조 비트)             |

이진 접두어는 때때로 비트레이트에 사용된다.
국제 표준(IEC 80000-13)은 이진 및 십진(SI) 접두어에 대해 다른 기호를 지정한다(예: 1 KiB/s = 1024 B/s = 8192 bit/s, 1 MiB/s = 1024 KiB/s).

## 데이터 통신에서의 비트레이트

### 총 비트레이트
디지털 통신 시스템에서 물리 계층 총 비트레이트, 원시 비트레이트, 데이터 시그널링 속도, 총 데이터 전송률 또는 부호화되지 않은 전송률(때로는 변수 Rb 또는 fb로 표기됨)은 유용한 데이터 및 프로토콜 오버헤드를 포함하여 통신 링크를 통해 초당 물리적으로 전송되는 총 비트 수이다.
직렬 통신의 경우, 총 비트레이트는 비트 전송 시간 {\displaystyle T_{\text{b}}}과 다음과 같이 관련된다:
{\displaystyle R_{\text{b}}={1 \over T_{\text{b}}},}
총 비트레이트는 보 또는 초당 심볼로 표현되는 심볼 레이트 또는 변조율과 관련이 있다. 그러나 총 비트레이트와 보 값은 심볼당 두 개의 레벨만 존재하여 0과 1을 나타낼 때만 동일하다. 이는 데이터 전송 시스템의 각 심볼이 정확히 1비트의 데이터를 전달한다는 것을 의미하며, 이는 모뎀 및 LAN 장비에 사용되는 현대 변조 시스템에는 해당되지 않는다.
대부분의 라인 코드 및 변조 방식의 경우:
{\displaystyle {\text{symbol rate}}\leq {\text{gross bit rate}}}
더 구체적으로, {\displaystyle 2^{N}}개의 서로 다른 전압 레벨을 가진 펄스 진폭 변조를 사용하여 데이터를 나타내는 라인 코드(또는 기저 대역 전송 방식)는 펄스당 {\displaystyle N}비트를 전송할 수 있다. 예를 들어 {\displaystyle 2^{N}}개의 서로 다른 진폭, 위상 또는 주파수를 사용하는 디지털 변조 방식(또는 패스밴드 전송 방식)은 심볼당 {\displaystyle N}비트를 전송할 수 있다. 이로 인해 다음과 같은 결과가 발생한다:
{\displaystyle {\text{gross bit rate}}={\text{symbol rate}}\times N}
위의 예외는 일부 자체 동기화 라인 코드, 예를 들어 맨체스터 코드 및 복귀 제로 (RTZ) 코딩으로, 각 비트는 두 개의 펄스(신호 상태)로 표현되어 다음과 같은 결과를 낳는다:
{\displaystyle {\text{gross bit rate  =  symbol rate/2}}}
특정 스펙트럼 대역폭에 대한 보, 심볼/초 또는 펄스/초 단위의 심볼 속도에 대한 이론적인 상한은 나이퀴스트 법칙에 의해 주어진다:
{\displaystyle {\text{symbol rate}}\leq {\text{Nyquist rate}}=2\times {\text{bandwidth}}}
실제로 이 상한은 라인 코딩 방식과 소위 잔류 측파대 디지털 변조에 대해서만 접근할 수 있다. 예를 들어 ASK, PSK, QAM 및 OFDM과 같은 대부분의 다른 디지털 캐리어 변조 방식은 이중 측파대 변조로 특징지어질 수 있으며, 다음과 같은 관계를 낳는다:
{\displaystyle {\text{symbol rate}}\leq {\text{bandwidth}}}
병렬 포트 통신의 경우 총 비트레이트는 다음과 같이 주어진다:
{\displaystyle \sum _{i=1}^{n}{\frac {\log _{2}{M_{i}}}{T_{i}}}}
여기서 n은 병렬 채널의 수이고, Mi는 i번째 채널의 변조 심볼 또는 레벨의 수이며, Ti는 i번째 채널에 대한 초 단위로 표현되는 심볼 기간 시간이다.

### 정보율
물리 계층 순수 비트레이트, 정보율, 유용한 비트레이트, 페이로드율, 순수 데이터 전송률, 부호화된 전송률, 유효 데이터 전송률 또는 와이어 속도(비공식 용어)는 물리 계층 프로토콜 오버헤드(예: 시분할 다중화 (TDM) 프레이밍 비트, 중복 전방 오류 정정 (FEC) 코드, 이퀄라이저 훈련 심볼 및 기타 채널 코딩)를 제외한 디지털 통신 채널의 용량이다. 오류 정정 코드는 특히 무선 통신 시스템, 광대역 모뎀 표준 및 현대 구리 기반 고속 LAN에서 일반적이다. 물리 계층 순수 비트레이트는 데이터 링크 계층과 물리 계층 사이의 인터페이스의 참조 지점에서 측정된 데이터 속도이며, 결과적으로 데이터 링크 및 상위 계층 오버헤드를 포함할 수 있다.
모뎀 및 무선 시스템에서는 링크 적응 (데이터 속도 및 변조 및 오류 코딩 방식을 신호 품질에 자동으로 적응)이 자주 적용된다. 이러한 맥락에서 피크 비트레이트는 가장 빠르고 견고하지 않은 전송 모드의 순수 비트레이트를 의미하며, 예를 들어 송신자와 수신기 사이의 거리가 매우 짧을 때 사용된다. 일부 운영 체제 및 네트워크 장비는 네트워크 액세스 기술 또는 통신 장치의 "연결 속도"(비공식 용어)를 감지할 수 있으며, 이는 현재의 순수 비트레이트를 의미한다. 일부 교과서에서 라인 속도라는 용어는 총 비트레이트로 정의되지만, 다른 교과서에서는 순수 비트레이트로 정의된다.
총 비트레이트와 순수 비트레이트 간의 관계는 FEC 부호율에 따라 다음과 같이 영향을 받는다.
순수 비트레이트 ≤ 총 비트레이트 × 부호율
전방 오류 정정 기능이 있는 기술의 연결 속도는 일반적으로 위 정의에 따라 물리 계층 순수 비트레이트를 의미한다.
예를 들어, IEEE 802.11a 무선 네트워크의 순수 비트레이트(따라서 "연결 속도")는 6~54 Mbit/s 사이의 순수 비트레이트이지만, 총 비트레이트는 오류 정정 코드를 포함하여 12~72 Mbit/s 사이이다.
ISDN2 기본 속도 인터페이스 (2 B-채널 + 1 D-채널)의 순수 비트레이트 64+64+16 = 144 kbit/s 또한 페이로드 데이터 속도를 의미하며, D 채널 신호 속도는 16 kbit/s이다.
이더넷 100BASE-TX 물리 계층 표준의 순수 비트레이트는 100 Mbit/s이지만, 총 비트레이트는 4B5B (4비트를 5비트로) 인코딩으로 인해 125 Mbit/s이다. 이 경우 총 비트레이트는 NRZI 라인 코드로 인해 125 메가보의 심볼 속도 또는 펄스 속도와 동일하다.
전방 오류 정정 및 기타 물리 계층 프로토콜 오버헤드가 없는 통신 기술에서는 총 비트레이트와 물리 계층 순수 비트레이트 간에 구분이 없다. 예를 들어, 이더넷 10BASE-T의 순수 및 총 비트레이트는 10 Mbit/s이다. 맨체스터 코드 라인 코드로 인해 각 비트는 두 개의 펄스로 표현되어 20 메가보의 펄스 속도를 낳는다.
V.92 보이스밴드 모뎀의 "연결 속도"는 일반적으로 추가 오류 정정 코드가 없으므로 총 비트레이트를 의미한다. 이는 다운스트림 최대 56,000 bit/s, 업스트림 최대 48,000 bit/s일 수 있다. 적응 변조로 인해 연결 설정 단계에서 더 낮은 비트레이트가 선택될 수 있다. – 신호 대 잡음비가 좋지 않은 경우 더 느리지만 더 견고한 변조 방식이 선택된다. 데이터 압축으로 인해 실제 데이터 전송률 또는 처리량(아래 참조)이 더 높을 수 있다.
채널 용량, 또는 섀넌 용량이라고도 불리는 이것은 특정 물리적 아날로그 노드 대 노드 통신 채널에 대해 비트 오류 없이 가능한 최대 순수 비트레이트(전방 오류 정정 코딩 제외)에 대한 이론적인 상한이다.
순수 비트레이트 ≤ 채널 용량
채널 용량은 헤르츠 단위의 아날로그 대역폭에 비례한다. 이 비례 관계를 하틀리의 법칙이라고 한다. 결과적으로 순수 비트레이트는 때때로 비트/초 단위의 디지털 대역폭 용량이라고 불린다.

### 네트워크 스루풋
디지털 대역폭 소비와 본질적으로 동일한 용어인 스루풋은 일반적으로 데이터 링크 계층 위에서 측정되는 논리적 또는 물리적 통신 링크를 통해 또는 네트워크 노드를 통해 컴퓨터 네트워크에서 달성된 평균 유용한 비트레이트를 나타낸다. 이는 스루풋이 종종 데이터 링크 계층 프로토콜 오버헤드를 제외한다는 것을 의미한다. 스루풋은 해당 데이터 소스의 트래픽 부하와 동일한 네트워크 리소스를 공유하는 다른 소스의 영향을 받는다. 네트워크 스루풋 측정도 참조하라.

### 굿풋 (데이터 전송률)
굿풋 또는 데이터 전송률은 모든 프로토콜 오버헤드, 데이터 패킷 재전송 등을 제외하고 응용 계층에 전달되는 달성된 평균 순수 비트레이트를 의미한다. 예를 들어, 파일 전송의 경우 굿풋은 달성된 파일 전송률에 해당한다. 비트/초 단위의 파일 전송률은 파일 크기(바이트 단위)를 파일 전송 시간(초 단위)으로 나눈 다음 8을 곱하여 계산할 수 있다.
예를 들어, V.92 음성 대역 모뎀의 굿풋 또는 데이터 전송률은 모뎀 물리 계층 및 데이터 링크 계층 프로토콜의 영향을 받는다. V.44 데이터 압축으로 인해 물리 계층 데이터 속도보다 높을 때도 있고, 비트 오류 및 자동 반복 요청 재전송으로 인해 낮을 때도 있다.
네트워크 장비나 프로토콜이 데이터 압축을 제공하지 않는 경우, 특정 통신 경로에 대해 다음과 같은 관계가 성립한다:
굿풋 ≤ 스루풋 ≤ 최대 스루풋 ≤ 순수 비트레이트

### 진행 추세
다음은 제안된 통신 표준 인터페이스 및 장치에서 물리 계층 순수 비트레이트의 예시이다.
| WAN 모뎀 | 이더넷 LAN | 와이파이 무선 랜 | 모바일 데이터 |
| --- | --- | --- | --- |
| - 1972: 음향 결합기 300 보 - 1977: 1200 보 Vadic and Bell 212A - 1986: ISDN 도입, 두 개의 64 kbit/s 채널 (144 kbit/s 총 비트레이트) - 1990: V.32bis 모뎀: 2400 / 4800 / 9600 / 19200 bit/s - 1994: V.34 모뎀, 28.8 kbit/s - 1995: V.90 모뎀, 56 kbit/s 다운스트림, 33.6 kbit/s 업스트림 - 1999: V.92 모뎀, 56 kbit/s 다운스트림, 48 kbit/s 업스트림 - 1998: ADSL (ITU G.992.1) 최대 10 Mbit/s - 2003: ADSL2 (ITU G.992.3) 최대 12 Mbit/s - 2005: ADSL2+ (ITU G.992.5) 최대 26 Mbit/s - 2005: VDSL2 (ITU G.993.2) 최대 200 Mbit/s - 2014: G.fast (ITU G.9701) 최대 1000 Mbit/s | - 1975: 실험용 2.94 Mbit/s - 1981: 10 Mbit/s 10BASE5 (동축 케이블) - 1990: 10 Mbit/s 10BASE-T (연선) - 1995: 100 Mbit/s 고속 이더넷 - 1999: 기가비트 이더넷 - 2003: 10기가비트 이더넷 - 2010: 100기가비트 이더넷 - 2017: 200/400 기가비트 이더넷 | - 1997: 802.11 2 Mbit/s - 1999: 802.11b 11 Mbit/s - 1999: 802.11a 54 Mbit/s - 2003: 802.11g 54 Mbit/s - 2007: 802.11n 600 Mbit/s - 2012: 802.11ac ~1000 Mbit/s | - 1G: - 1981: NMT 1200 bit/s - 2G: - 1991: GSM 회선 교환 데이터 및 D-AMPS 14.4 kbit/s - 2003: GSM EDGE 296 kbit/s 다운, 118.4 kbit/s 업 - 3G: - 2001: UMTS-FDD (WCDMA) 384 kbit/s - 2007: UMTS HSDPA 14.4 Mbit/s - 2008: UMTS HSPA 14.4 Mbit/s 다운, 5.76 Mbit/s 업 - 2009: HSPA+ (MIMO 없음) 28 Mbit/s 다운스트림 (2×2 MIMO 시 56 Mbit/s), 22 Mbit/s 업스트림 - 2010: CDMA2000 EV-DO Rev. B 14.7 Mbit/s 다운스트림 - 2011: HSPA+ 가속 (MIMO 포함) 42 Mbit/s 다운스트림 - 4G 이전: - 2007: 모바일 와이맥스 (IEEE 802.16e) 144 Mbit/s 다운, 35 Mbit/s 업 - 2009: LTE 100 Mbit/s 다운스트림 (MIMO 2×2 시 360 Mbit/s), 50 Mbit/s 업스트림 - 5G |

## 멀티미디어
디지털 멀티미디어에서 비트레이트는 녹음된 자료의 단위 시간당 저장되는 정보 또는 세부 정보의 양을 나타낸다. 비트레이트는 여러 요인에 따라 달라진다:
- 원본 자료는 다른 주파수로 샘플링될 수 있다.
- 샘플은 다른 비트 수를 사용할 수 있다.
- 데이터는 다른 방식으로 인코딩될 수 있다.
- 정보는 다른 알고리즘으로 또는 다른 정도로 디지털 압축될 수 있다.

일반적으로 위의 요소들은 비트레이트를 최소화하고 자료 재생 시 품질을 최대화하는 바람직한 절충점을 달성하기 위해 선택된다.
오디오 또는 시각 데이터에 손실 데이터 압축이 사용되는 경우, 원본 신호와 차이가 발생한다. 압축이 상당하거나 손실 데이터가 압축 해제 및 재압축되는 경우, 이는 압축 아티팩트 형태로 눈에 띄게 나타날 수 있다. 이러한 아티팩트가 인지된 품질에 영향을 미치는지, 그리고 그렇다면 어느 정도인지는 압축 방식, 인코더 성능, 입력 데이터의 특성, 청취자의 인식, 아티팩트에 대한 청취자의 익숙함, 그리고 청취 또는 시청 환경에 따라 달라진다.
멀티미디어 파일의 인코딩 비트레이트는 해당 파일의 크기(바이트 단위)를 녹음된 자료의 재생 시간(초 단위)으로 나눈 후 8을 곱한 값이다.
실시간 스트리밍 멀티미디어의 경우, 인코딩 비트레이트는 재생 중단을 방지하는 데 필요한 굿풋이다.
가변 비트레이트 멀티미디어 소스 코딩 방식의 경우 평균 비트레이트라는 용어가 사용된다. 이 맥락에서 피크 비트레이트는 압축된 데이터의 모든 단기 블록에 필요한 최대 비트 수를 의미한다.
비손실 데이터 압축의 인코딩 비트레이트에 대한 이론적인 하한은 소스 정보율이며, 이는 엔트로피율이라고도 알려져 있다.
이 섹션의 비트레이트는 일반적인 청취 또는 시청 환경에서 평균 청취자가 사용 가능한 최상의 압축을 사용할 때 참조 표준보다 크게 나쁘지 않다고 인식할 수 있는 최소값에 대략적으로 해당한다.

### 오디오

#### CD-DA
콤팩트 디스크 디지털 오디오 (CD-DA)는 초당 44,100 샘플을 사용하며, 각 샘플은 16비트의 비트 심도를 가진다. 이 형식은 때때로 "16bit / 44.1kHz"로 약어로 표기된다. CD-DA는 또한 스테레오포닉이며, 왼쪽 및 오른쪽 오디오 채널을 사용하여 모노(단일 채널만 사용)보다 초당 오디오 데이터 양이 두 배이다.
PCM 오디오 데이터의 비트레이트는 다음 공식으로 계산할 수 있다.
{\displaystyle {\text{bit rate}}={\text{sample rate}}\times {\text{bit depth}}\times {\text{channels}}}
예를 들어, CD-DA 녹음(44.1 kHz 샘플링 속도, 샘플당 16비트, 두 채널)의 비트레이트는 다음과 같이 계산할 수 있다.
{\displaystyle 44,100\times 16\times 2=1,411,200\ {\text{bit/s}}=1,411.2\ {\text{kbit/s}}}
PCM 오디오 데이터 길이의 누적 크기(파일 헤더 또는 기타 메타데이터 제외)는 다음 공식을 사용하여 계산할 수 있다.
{\displaystyle {\text{size in bits}}={\text{sample rate}}\times {\text{bit depth}}\times {\text{channels}}\times {\text{time}}.}
바이트 단위의 누적 크기는 비트 단위의 파일 크기를 바이트당 비트 수(8)로 나누어 구할 수 있다.
{\displaystyle {\text{size in bytes}}={\frac {\text{size in bits}}{8}}}
따라서 80분(4,800초)의 CD-DA 데이터는 846,720,000바이트의 저장 공간을 필요로 한다.
{\displaystyle {\frac {44,100\times 16\times 2\times 4,800}{8}}=846,720,000\ {\text{bytes}}\approx 847\ {\text{MB}}\approx 807.5\ {\text{MiB}}}
여기서 MiB는 이진 접두어 Mi를 사용한 메비바이트이며, 220 = 1,048,576을 의미한다.

#### MP3
MP3 오디오 형식은 손실 데이터 압축을 제공한다. 오디오 품질은 비트레이트가 증가함에 따라 향상된다.
- 32 kbit/s –  일반적으로 음성에만 적합
- 96 kbit/s –  일반적으로 음성 또는 저품질 스트리밍에 사용됨
- 128 또는 160 kbit/s –  중간 범위 비트레이트 품질
- 192 kbit/s –  중간 품질 비트레이트
- 256 kbit/s –  일반적으로 사용되는 고품질 비트레이트
- 320 kbit/s –  MP3 표준이 지원하는 최고 수준

#### 기타 오디오
- 700 bit/s –  최저 비트레이트 오픈 소스 음성 코덱 Codec2이지만, Codec2는 1.2 kbit/s에서 훨씬 더 좋은 소리를 낸다.
- 800 bit/s –  특수 목적 FS-1015 음성 코덱을 사용한 식별 가능한 음성에 필요한 최소값
- 2.15 kbit/s –  오픈 소스 Speex 코덱을 통해 사용 가능한 최소 비트레이트
- 6 kbit/s –  오픈 소스 Opus 코덱을 통해 사용 가능한 최소 비트레이트
- 8 kbit/s –  전화 음성 코덱을 사용한 품질
- 32–500 kbit/s –  손실 오디오 (Ogg Vorbis에서 사용됨)
- 256 kbit/s –  DAB (Digital Audio Broadcasting) MP2 고품질 신호를 달성하는 데 필요한 비트레이트[18]
- 292 kbit/s –  소니 Adaptive Transform Acoustic Coding (ATRAC) MiniDisc 형식에서 사용
- 400 kbit/s–1,411 kbit/s –  비손실 오디오 (Free Lossless Audio Codec, WavPack 또는 Monkey's Audio와 같은 형식에서 CD 오디오 압축에 사용됨)
- 1,411.2 kbit/s –  선형 PCM CD-DA의 음향 형식
- 5,644.8 kbit/s –  DSD, 슈퍼 오디오 CD에서 사용되는 PDM 음향 형식의 상표 구현이다.[19]
- 6.144 Mbit/s –  E-AC-3 (돌비 디지털 플러스), AC-3 코덱 기반의 향상된 코딩 시스템
- 9.6 Mbit/s –  DVD-Audio, DVD에 고음질 오디오 콘텐츠를 제공하기 위한 디지털 형식. DVD-Audio는 비디오 전송 형식을 의도한 것이 아니며 콘서트 영화나 뮤직 비디오가 포함된 비디오 DVD와는 다르다. 이 디스크는 DVD-Audio 로고 없이 일반 DVD 플레이어에서 재생할 수 없다.[20]
- 18 Mbit/s –  Meridian Lossless Packing (MLP) 기반의 고급 무손실 오디오 코덱

### 비디오
- 16 kbit/s –  영상전화 품질 (다양한 영상 압축 방식을 사용한 소비자용 "말하는 머리" 영상에 필요한 최소값)
- 128–384 kbit/s –  영상 압축을 사용한 비즈니스 지향 화상 회의 품질
- 400 kbit/s 유튜브 240p 동영상 (H.264 사용)[21]
- 750 kbit/s 유튜브 360p 동영상 (H.264 사용)[21]
- 1 Mbit/s 유튜브 480p 동영상 (H.264 사용)[21]
- 1.15 Mbit/s 최대 –  VCD 품질 (MPEG1 압축 사용)[22]
- 2.5 Mbit/s 유튜브 720p 동영상 (H.264 사용)[21]
- 3.5 Mbit/s 일반 –  디지털 표준 텔레비전 품질 (MPEG-2 압축으로 인한 비트레이트 감소)
- 3.8 Mbit/s 유튜브 720p60 (60 FPS) 동영상 (H.264 사용)[21]
- 4.5 Mbit/s 유튜브 1080p 동영상 (H.264 사용)[21]
- 6.8 Mbit/s 유튜브 1080p60 (60 FPS) 동영상 (H.264 사용)[21]
- 9.8 Mbit/s 최대 –  DVD (MPEG2 압축 사용)[23]
- 8 ~ 15 Mbit/s 일반 –  HDTV 품질 (MPEG-4 AVC 압축으로 인한 비트레이트 감소)
- 19 Mbit/s 대략 –  HDV 720p (MPEG2 압축 사용)[24]
- 24 Mbit/s 최대 –  AVCHD (MPEG4 AVC 압축 사용)[25]
- 25 Mbit/s 대략 –  HDV 1080i (MPEG2 압축 사용)[24]
- 29.4 Mbit/s 최대 –  HD DVD
- 40 Mbit/s 최대 –  1080p Blu-ray Disc (MPEG2, MPEG4 AVC 또는 VC-1 압축 사용)[26]
- 250 Mbit/s 최대 –  디지털 시네마 패키지 (JPEG 2000 압축 사용)
- 1.4 Gbit/s –  10비트 4:4:4 비압축 1080p, 24 FPS

### 참고
기술적인 이유(하드웨어/소프트웨어 프로토콜, 오버헤드, 인코딩 방식 등)로 인해 일부 비교 대상 장치에서 사용되는 실제 비트레이트는 위에 나열된 것보다 훨씬 높을 수 있다. 예를 들어, μlaw 또는 A-law 압신 (펄스 코드 변조)을 사용하는 전화 회로는 64 kbit/s를 생성한다.

## 같이 보기
- 오디오 비트 심도
- 평균 비트레이트
- 대역폭 (컴퓨팅)
- 보 (통신 단위) (심볼 속도)
- 칩 속도
- 클럭 속도
- 부호율
- 고정 비트레이트
- 데이터 전송 단위
- 데이터 시그널링 속도
- 장치 대역폭 목록
- 네트워크 스루풋 측정
- 크기 정도 (비트레이트)
- 스펙트럼 효율
- 가변 비트레이트